# Puente del Inca

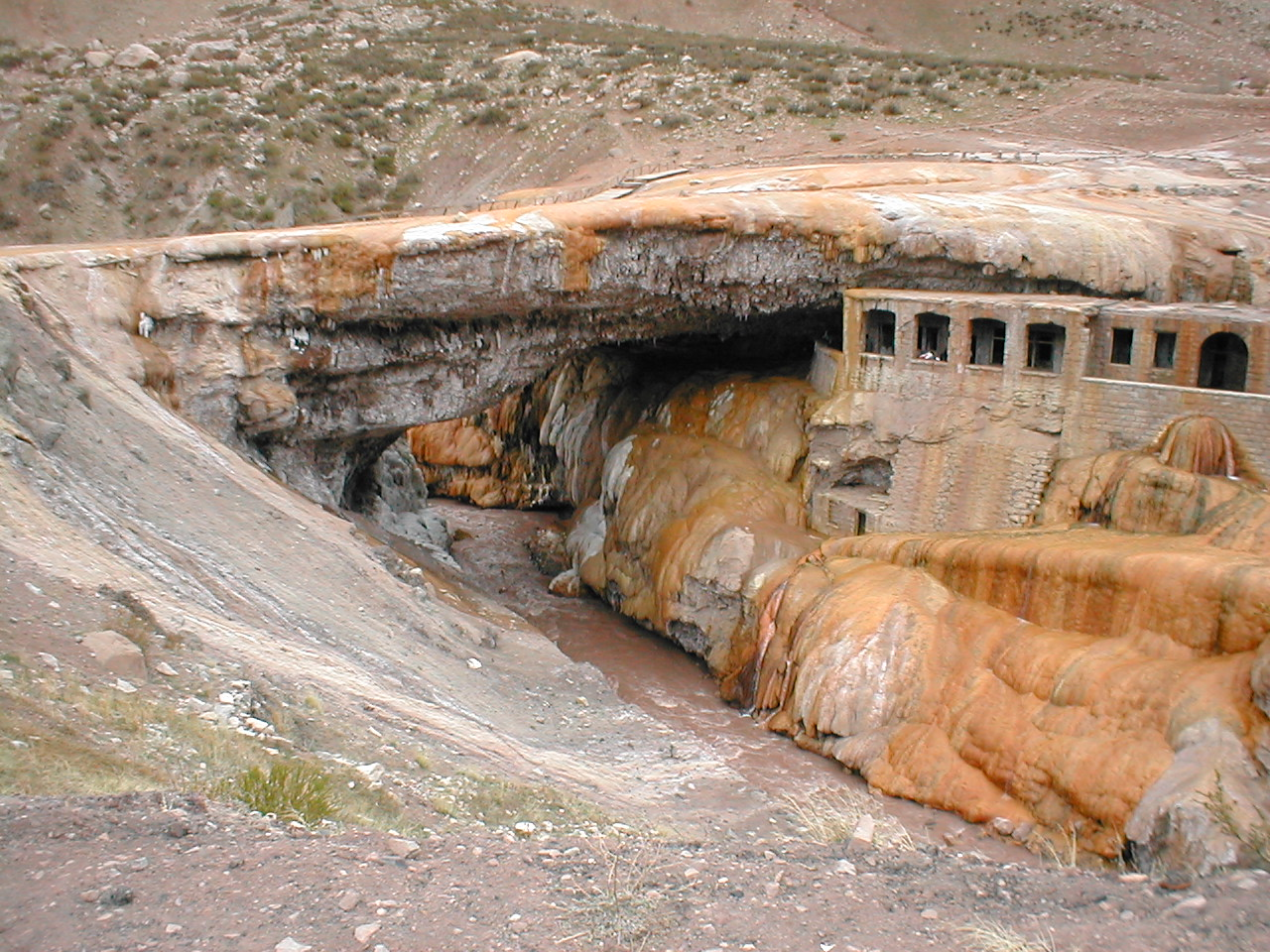
Puente del Inca

Der kleine Ort Puente del Inca (dt.: "Brücke der Inka") liegt in den argentinischen Anden in der Provinz Mendoza auf 2720 Metern Höhe.

## Brücke der Inka
Weltbekannt ist der Ort durch den gleichnamigen Puente del Inca (deutsch Brücke des Inkas), der sich am Rande der Ansiedlungen befindet. Anders als der Name vermuten lässt, ist die Brücke kein Bauwerk der Inkas, sondern ein durch Erosion natürlich gebildeter Felsbogen. Der Name kommt von der Vermutung, die Inkas seien bis hierher vorgedrungen. Der natürliche Bogen spannt sich über eine Gesamtlänge von 53,4 Meter in 19,2 Meter Höhe über den Fluss Río de las Cuevas und ist 27,6 Meter breit. Die Mächtigkeit (Dicke) des Gesteins beträgt an ihrer dünnsten Stelle 10,2 m.

## Geografie

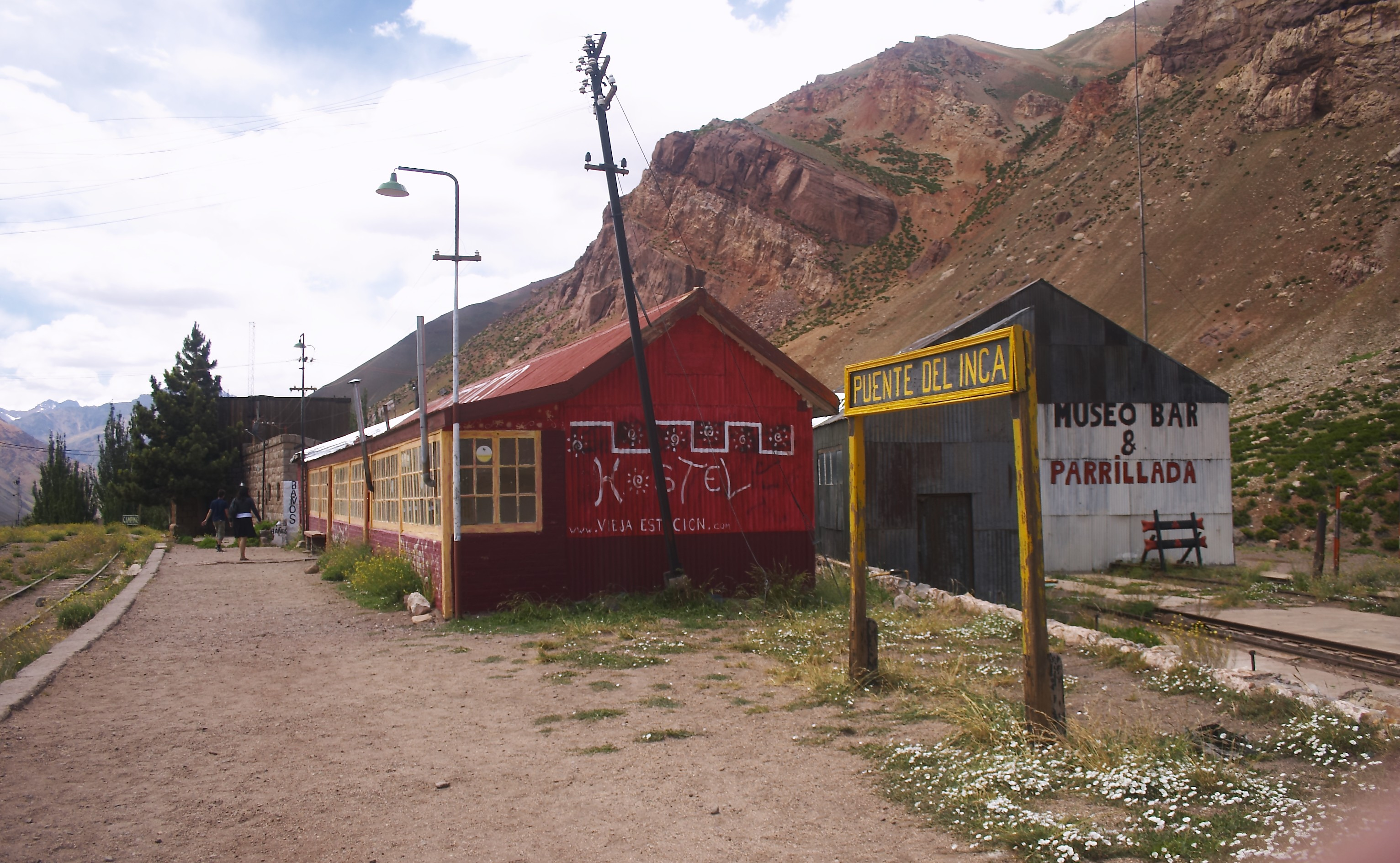
Bahnhofsanlagen

Am Puente entspringt eine heiße schwefelhaltige Quelle, die das Gestein rotgelb färbt. Dieser Umstand führte in den 1940er Jahren zur Errichtung eines Thermalbades, welches aber 1953 durch einen Erdrutsch zerstört wurde. Über den Weg durch die Überreste könnte man heute noch bis unter die Brücke gelangen, allerdings ist seit 2005 dieser Zugang wegen Einsturzgefahr bis auf Weiteres geschlossen.
Der Ort liegt an der Bahnstrecke Mendoza–Los Andes und besitzt einen Bahnhof. Der durchgehende Betrieb auf dieser Strecke wurde am 3. August 1984 eingestellt.

## Legende
Der Name entstammt einer Legende. Danach lebte zur Zeit der Inka ein Herrscher, dessen Sohn gelähmt zur Welt kam. Nachdem alle Versuche ihn zu heilen gescheitert waren, hörte dieser Herrscher von heilenden Quellen im Süden. Daraufhin wählte er seine besten Krieger aus und zog mit ihnen los. Am Ziel – dem heutigen Puente del Inca – angekommen, trennte ihn und seine Begleiter jedoch ein reißender Fluss von den Quellen. Die mutigen Krieger wollten ihren Herrscher nicht enttäuschen, fassten sich gegenseitig an den Knöcheln und bildeten gemeinsam eine menschliche Brücke. Auf diese Weise konnte der Herrscher mit seinem Sohn auf dem Arm über ihre Rücken hinweg den Fluss überqueren. Er fand im Thermalwasser die Heilung für seinen Sohn. Als er jedoch zurück zu seinen Männern blickte um sich bei ihnen zu bedanken, waren diese versteinert. Sie waren durch die Quellen völlig mit Mineralien aus dem Wasser überzogen und bildeten so die Puente del Inca.